# Conocephalus sannio
Conocephalus sannio är en insektsart som beskrevs av Heinrich Hugo Karny 1920. Conocephalus sannio ingår i släktet Conocephalus och familjen vårtbitare. Inga underarter finns listade i Catalogue of Life.